# Josef Karrer
Josef „Seppl“ Karrer (* 3. März 1939 in Großwallstadt) ist ein ehemaliger deutscher Handballspieler. 

## Karriere
Josef Karrer begann bereits als Kind in seinem Geburtsort mit dem Handball. Bis 1973 spielte er beim TV Großwallstadt, mit dem er in der Bundesligasaison 1970/71 Vizemeister wurde. In der Spielzeit 1971/72 war er Torschützenkönig der Handball-Bundesliga. 1973 verließ er den TVG und spielte bis zu seinem Karriereende 1979 beim TSV Lohr.
Mit der deutschen Nationalmannschaft, für die er insgesamt 39 Länderspiele bestritt, nahm Karrer an den Feldhandball-Weltmeisterschaften 1963 und 1966 teil. Nachdem die Mannschaft 1963 im Finale der DDR mit 7:14 unterlegen war, wurde sie 1966 Weltmeister. 1972 gehörte Josef Karrer zum Team, das am Handballturnier der Olympischen Sommerspiele in München teilnahm.
Für den Gewinn der Weltmeisterschaft 1966 wurde Karrer mit dem Silbernen Lorbeerblatt geehrt.

## Sonstiges
Josef Karrer lernte Bauschlosser, arbeitete aber später in einer Bank. Sein Sohn Heiko Karrer war ebenfalls deutscher Handballnationalspieler.